# Cá suốt
Cá suốt (Danh pháp khoa học: Atherinidae) là một họ cá trong bộ Cá suốt.

## Đặc điểm
Cá suốt có thân hình thon dài như con cá trắng ở sông, vảy cá màu trắng bạc, giữa thân có sọc ánh ngời, mắt cá sáng trong, có con to cỡ bằng ngón tay cái trở lên, thịt cá dai có vị béo và ngọt ở bên trong nhưng không tanh. Đặc điểm của loại cá này là thường bơi từng đàn và di chuyển trên mặt nước, chúng những đàn cá có thân hình sáng trong búng nhảy trên mặt nước, cá sống trên mặt nước, ít bùn đất rong rêu, thân cá sạch.

## Phân loài
- Phân họ cá suốt (Atherininae)
  - Atherina (5 loài)
  - Atherinason (monotypic)
  - Atherinosoma (2 loài)
  - Kestratherina (2 loài)
  - Leptatherina (2 loài)
- Phân họ Atherinomorinae
  - Alepidomus (monotypic)
  - Atherinomorus (12)
  - Atherion (3)
  - Hypoatherina (13)
  - Stenatherina (monotypic)
  - Teramulus (2)
- Phân họ Bleheratherininae
  - Bleheratherina (monotypic)
- Phân họ Craterocephalinae
  - Craterocephalus (25)
  - Sashatherina (monotypic)

## Giá trị
Ở Việt Nam, cá suốt sống nhiều ở biển miền Trung, nhất là vùng biển từ Bình Định đến Phan Thiết. Ngư dân xem loại cá này là một đặc sản chế biến được nhiều món lạ và ngon. Để bắt được cá suốt, ngư dân chủ yếu dùng lưới để thả. Cá suốt hợp với món canh chua, nấu lẩu, nhưng người vùng biển ưa nhất vẫn là món gỏi ngoài ra còn có món lẩu cá suốt tái chanh.